# Gare d'Oud-Heverlee
La gare d'Oud-Heverlee est une gare ferroviaire belge de la ligne 139, de Louvain à Ottignies se trouvant dans la commune d'Oud-Heverlee, située en Région flamande dans la province du Brabant flamand.

## Histoire
La date d'ouverture de la gare d'Oud-Heverlee n'est pas connue. Elle est mentionnée à partir de 1866.
Le 12 février 1855[réf. nécessaire], le Chemin de fer de Charleroi à Louvain ouvre la section de ligne comprise entre Louvain et Wavre de l’actuelle ligne 139. Une première fusion donne naissance aux Chemins de fer de l'est-belge en 1859, puis une fusion plus importante en fait un composant de la compagnie du Grand Central belge entre 1864 et 1871. L'administration des chemins de fer de l'État belge rachète cette ligne à la fin de 1897.
Un bâtiment de halte de plan type 1893 est construit au début du XXe siècle. Il existe toujours à l’heure actuelle mais a été reconverti en habitation et n’est plus utilisé pour les voyageurs. Le bâtiment est abondamment fleuri.
Cette halte est aujourd’hui un simple point d’arrêt sans personnel.

## Service des voyageurs

### Accueil
Halte SNCB, c'est un point d'arrêt non gardé (PANG) à entrée libre. La traversée des voies s'effectue via le passage à niveau routier.

### Desserte
Oud-Heverlee est desservie par les trains Suburbains (S) de la ligne S20 Louvain – Ottignies toutes les demi-heures en semaine, et toutes les heures le week-end.

## Comptage voyageurs
Le graphique et le tableau montrent le nombre de passagers qui en moyenne embarquent durant la semaine, le samedi et le dimanche.
| Nombre de voyageurs qui embarquent à la gare de Oud-Heverlee | Nombre de voyageurs qui embarquent à la gare de Oud-Heverlee | Nombre de voyageurs qui embarquent à la gare de Oud-Heverlee | Nombre de voyageurs qui embarquent à la gare de Oud-Heverlee |
|                                                              | Semaine                                                      | Samedi                                                       | Dimanche                                                     |
| ------------------------------------------------------------ | ------------------------------------------------------------ | ------------------------------------------------------------ | ------------------------------------------------------------ |
| 1977                                                         | 112                                                          | 7                                                            | 7                                                            |
| 1978                                                         | 94                                                           | 7                                                            | 22                                                           |
| 1979                                                         | 62                                                           | 7                                                            | 6                                                            |
| 1980                                                         | 108                                                          | 5                                                            | 6                                                            |
| 1981                                                         | 150                                                          | 6                                                            | 1                                                            |
| 1982                                                         | 84                                                           | 12                                                           | 3                                                            |
| 1983                                                         | 75                                                           | 6                                                            | 7                                                            |
| 1984                                                         | 94                                                           | 34                                                           | 19                                                           |
| 1985                                                         | 77                                                           | 25                                                           | 17                                                           |
| 1986                                                         | 71                                                           | 18                                                           | 20                                                           |
| 1987                                                         | 83                                                           | 14                                                           | 17                                                           |
| 1988                                                         | 92                                                           | 29                                                           | 35                                                           |
| 1989                                                         | 77                                                           | 36                                                           | 32                                                           |
| 1990                                                         | 83                                                           | 26                                                           | 20                                                           |
| 1991                                                         | 82                                                           | 33                                                           | 21                                                           |
| 1992                                                         | 85                                                           | 34                                                           | 30                                                           |
| 1993                                                         | 72                                                           | 37                                                           | 32                                                           |
| 1994                                                         | 92                                                           | 31                                                           | 34                                                           |
| 1995                                                         | 76                                                           | 37                                                           | 30                                                           |
| 1996                                                         | 90                                                           | 37                                                           | 37                                                           |
| 1997                                                         | 81                                                           | 54                                                           | 26                                                           |
| 1998                                                         | 121                                                          | 46                                                           | 24                                                           |
| 1999                                                         | 117                                                          | 42                                                           | 32                                                           |
| 2000                                                         | 119                                                          | 30                                                           | 25                                                           |
| 2001                                                         | 117                                                          | 12                                                           | 16                                                           |
| 2002                                                         | 91                                                           | 20                                                           | 18                                                           |
| 2003                                                         | 126                                                          | 28                                                           | 9                                                            |
| 2004                                                         | 113                                                          | 22                                                           | 27                                                           |
| 2005                                                         | 111                                                          | 42                                                           | 38                                                           |
| 2006                                                         | 148                                                          | 42                                                           | 48                                                           |
| 2007                                                         | 148                                                          | 39                                                           | 23                                                           |
| 2008                                                         | -                                                            | -                                                            | -                                                            |
| 2009                                                         | 114                                                          | 42                                                           | 25                                                           |
| 2010                                                         | -                                                            | -                                                            | -                                                            |
| 2011                                                         | -                                                            | -                                                            | -                                                            |
| 2012                                                         | 140                                                          | 36                                                           | 36                                                           |
| 2013                                                         | 129                                                          | 35                                                           | 28                                                           |
| 2014                                                         | 127                                                          | 58                                                           | 43                                                           |
| 2015                                                         | 128                                                          | 54                                                           | 43                                                           |
| 2016                                                         | 107                                                          | 50                                                           | 36                                                           |
| 2017                                                         | 155                                                          | 60                                                           | 48                                                           |
| 2018                                                         | 169                                                          | 44                                                           | 28                                                           |
| 2019                                                         | 130                                                          | 14                                                           | 16                                                           |
| 2020                                                         | 88                                                           | 19                                                           | 41                                                           |
| 2021                                                         | -                                                            | -                                                            | -                                                            |
| 2022                                                         | 258                                                          | 117                                                          | 100                                                          |
| 2023                                                         | 180                                                          | 98                                                           | 142                                                          |
| 2024                                                         | 174                                                          | 114                                                          | 142                                                          |

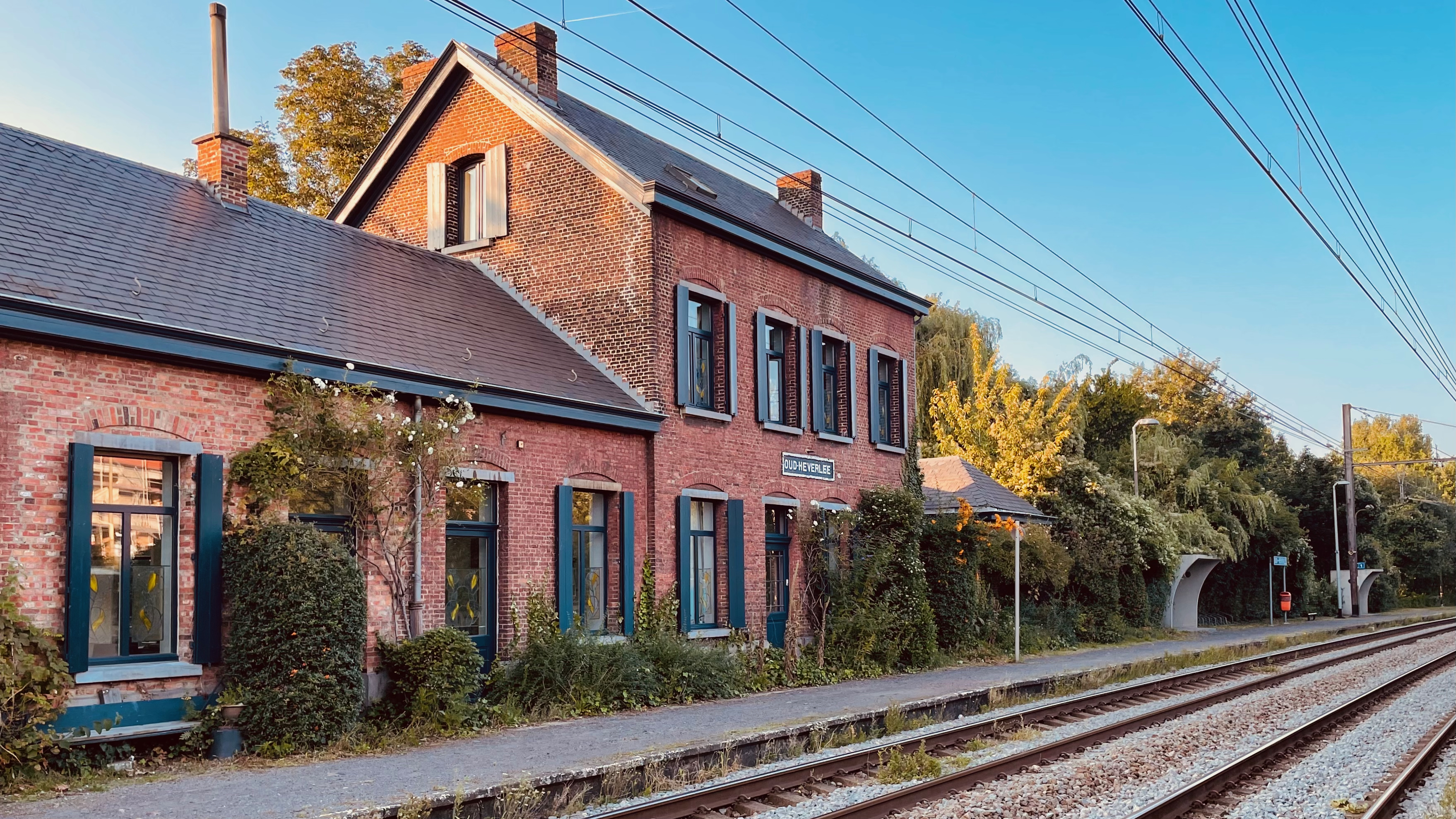
Bâtiment de la gare (2021).
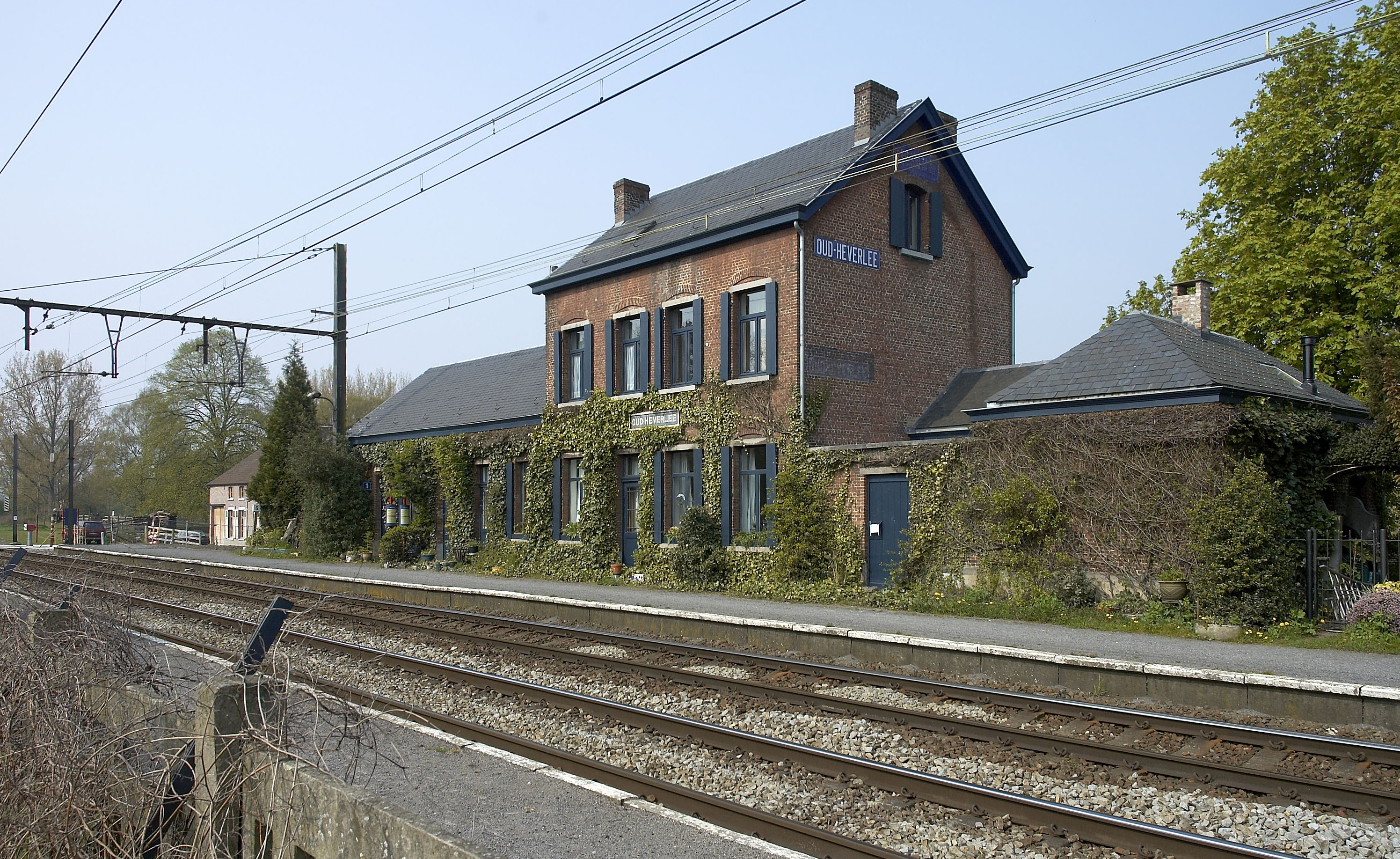
2008.
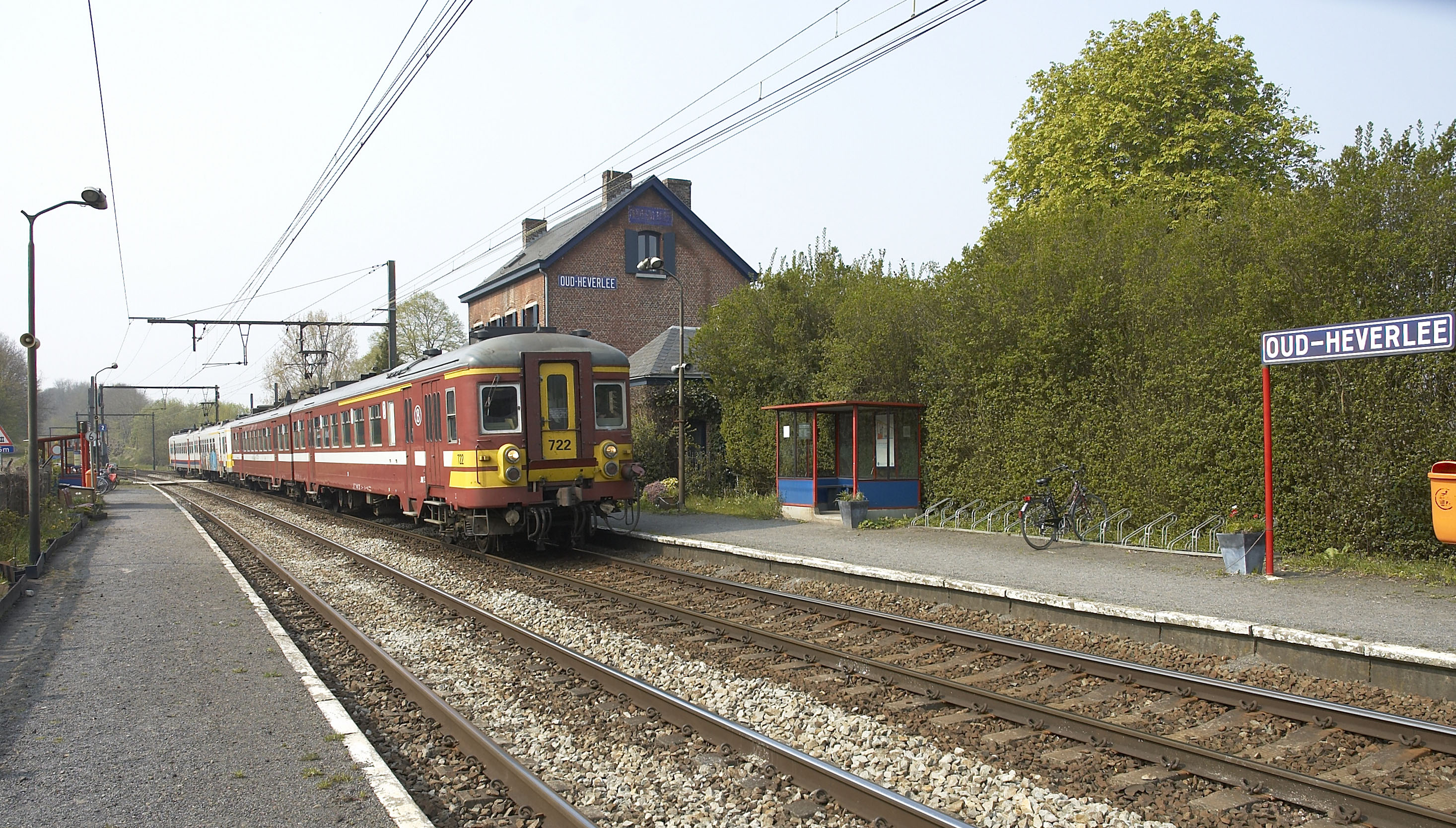
Train à quai (2008).